# Janez II. Wiški
Janez II. Wiški je sin Henrika III. Wiškega in Irmgard Sayn-Witgensteinske.
Janez II. Wiški, tudi Johan je redno bival na svojem gradu Wildenborch pri Vordenu. Zaslovel je kot roparski vitez, ki je redno napadal po grofiji Zutphen. Občasno se je odpravil tudi na ropanje v Overijssel. Grad Wildenborg je bil večkrat oblegan, da bi ga prisilili v opustite ropanja. Tako so grad oblegali leta 1490 s strani Zutphena in Deventerja ter trikrat v letih 1506-1508 s strani vojvode Karla Gelderskega in mesta Zutphen. Bili so neuspešni, saj je bil Wildenborch zaradi lege sredi močvirja tako rekoč nepremagljiv. Leta 1512 se je Janez Wiški vendarle sprijaznil s svojo zakonsko oblastjo.
Janez se je poročil z Margareto Kettelersko (1452-1527) . Bila je hči Gosvina I. Kettlerja iz Assena in Elizabete Hatzfeldske iz Wildenburga. Iz njegovega zakona sta se rodila dva sinova:
- Gijsbert Wiški
- Henrik V. Wiški

- Grb Wiških
- Grb Kettlerskega iz Novega Assena
- Grb Hatzfeldskih